# Gawker

Logo

Gawker (zu Deutsch Gaffer) mit Sitz in New York City war ein US-amerikanischer Blog, der sich auf Klatsch über Prominente und die Medienbranche spezialisiert hatte. Die Website hatte in der Spitze über 23 Millionen Besuche pro Monat. Infolge einer Schadensersatzklage musste der ursprüngliche Gawker 2016 Insolvenz erklären und wurde daraufhin eingestellt.

## Hintergrund
Gawker wurde 2002 vom Journalisten Nick Denton und Elizabeth Spiers gegründet und nach stetigem Wachstum der Flaggschiff-Blog für Gawker Media. Gawker Media veröffentlichte auch andere Blogs, u. a. Gizmodo, Jezebel, io9, Deadspin und Kotaku. Im Jahr 2015 hatte Gawker in der Spitze über 23 Millionen Besuche pro Monat. Gawker kam für Veröffentlichungen, die gegen Urheberrechte oder die Privatsphäre verstießen oder illegal erworben wurden, mehrfach in die Kritik. Die Veröffentlichung eines Sexvideos im Jahr 2012 mit Hulk Hogan, einem prominenten Wrestler, führte zu einer Klage wegen Verletzung der Privatsphäre; finanzielle Unterstützung erhielt Hogan vom Investor Peter Thiel, der gegen seinen Willen von Gawker 2007 als homosexuell geoutet worden war. Nach der Verurteilung zu Schadensersatzzahlungen in Höhe von 140 Millionen US-Dollar im Juni 2016 meldete Gawker Insolvenz an. Am 18. August 2016 gab Gawker Media bekannt, dass sein gleichnamiger Blog den Betrieb in der folgenden Woche einstellen werde. 
Im Juli 2018 erwarb der Unternehmer Bryan Goldberg, Eigentümer der Blogs Bustle und Elite Daily, die Namensrechte von Gawker.com aus der Insolvenz für weniger als 1,5 Millionen US-Dollar. Gawker wurde daraufhin im Juli 2021 unter der Bustle Digital Group neu gestartet. Im Februar 2023 stellte die Bustle Digital Group den Betrieb der Website ein.